# Nataša Lačen
Nataša Lačen (* 3. Dezember 1971 in Črna na Koroškem) ist eine ehemalige slowenische Skilangläuferin.

## Werdegang
Lačen, die für den SK Črna startete, trat international erstmals bei den Weltmeisterschaften 1993 in Falun in Erscheinung. Ihre beste Platzierung dort war der 44. Platz über 15 km klassisch. In der Saison 1994/95 kam sie erstmals in die Punkteränge und erreichte den 51. Platz im Gesamtweltcup. Ihr bestes Resultat bei den Weltmeisterschaften 1995 in Thunder Bay war der 26. Platz über 30 km Freistil. In der folgenden Saison errang sie mit drei Platzierungen in den Punkterängen den 44. Platz im Gesamtweltcup. Bei den Weltmeisterschaften 1997 in Trondheim belegte sie den 54. Platz über 15 km Freistil und den 44. Rang über 5 km klassisch und bei den Olympischen Winterspielen im folgenden Jahr in Nagano jeweils den 34. Platz über 5 km klassisch und in der Verfolgung und den 18. Rang über 30 km Freistil. Bei den Weltmeisterschaften 1999 in Ramsau am Dachstein lief sie auf den 44. Platz über 5 km klassisch und auf den 42. Rang über 15 km Freistil. In der Saison 1999/2000 kam sie viermal in die Punkteränge und errang damit den 47. Platz im Gesamtweltcup. Dabei erreichte sie in Sappada mit dem 13. Platz über 10 km Freistil ihre bis dahin beste Einzelplatzierung im Weltcup. Ihre besten Ergebnisse bei den Weltmeisterschaften 2001 in Lahti waren der 20. Platz in der Doppelverfolgung und der 11. Rang mit der Staffel. In der Saison 2001/02 errang sie sieben Platzierungen in den Punkterängen. Dabei erreichte sie in Nové Město mit dem 12. Platz ihre beste Einzelplatzierung im Weltcup und mit dem 41. Platz im Gesamtweltcup ihr bestes Gesamtergebnis. Beim Saisonhöhepunkt, den Olympischen Winterspielen 2002 in Salt Lake City, belegte sie jeweils den 32. Platz im Sprint und im 15-km-Massenstartrennen, den 30. Rang über 10 km klassisch und den 23. Platz in der Doppelverfolgung. Zudem wurde sie dort zusammen mit Petra Majdič, Teja Gregorin und Andreja Mali Neunte in der Staffel. Im folgenden Jahr lief sie bei den Weltmeisterschaften im Val di Fiemme auf den 34. Platz im Skiathlon und auf den 17. Rang über 30 km Freistil. Ihr letztes Weltcuprennen absolvierte sie im März 2003 in Lahti, welches sie auf dem 38. Platz über 10 km Freistil beendete.

## Teilnahmen an Weltmeisterschaften und Olympischen Winterspielen

### Olympische Spiele
- 1998 Nagano: 18. Platz 30 km Freistil, 34. Platz 5 km klassisch, 34. Platz 10 km Verfolgung
- 2002 Salt Lake City: 9. Platz Staffel, 23. Platz 10 km Doppelverfolgung, 30. Platz 10 km klassisch, 32. Platz 15 km Freistil Massenstart, 32. Platz Sprint Freistil

### Nordische Skiweltmeisterschaften
- 1993 Falun: 44. Platz 15 km klassisch, 53. Platz 30 km Freistil, 57. Platz 10 km Verfolgung, 61. Platz 5 km klassisch
- 1995 Thunder Bay: 26. Platz 30 km Freistil, 33. Platz 15 km klassisch, 48. Platz 10 km Verfolgung, 60. Platz 5 km klassisch
- 1997 Trondheim: 44. Platz 5 km klassisch, 54. Platz 15 km Freistil
- 1999 Ramsau am Dachstein: 42. Platz 15 km Freistil, 44. Platz 5 km klassisch
- 2001 Lahti: 11. Platz Staffel, 20. Platz 10 km Doppelverfolgung, 35. Platz 10 km klassisch, 43. Platz 15 km klassisch
- 2003 Val di Fiemme: 17. Platz 30 km Freistil, 34. Platz 10 km Skiathlon

## Weltcup-Gesamtplatzierungen
| Saison    | Gesamt | Gesamt | Langdistanz | Langdistanz | Sprint | Sprint |
| Saison    | Punkte | Platz  | Punkte      | Platz       | Punkte | Platz  |
| --------- | ------ | ------ | ----------- | ----------- | ------ | ------ |
| 1994/95   | 27     | 51.    | –           | –           | –      | -      |
| 1995/96   | 20     | 44.    | –           | –           | –      | -      |
| 1996/97   | –      | –      | –           | –           | –      | –      |
| 1997/98   | 1      | 75.    | –           | –           | 1      | 72.    |
| 1998/99   | 4      | 77.    | 2           | 61.         | 2      | 77.    |
| 1999/2000 | 42     | 47.    | 15 27       | 32. 1 39. 2 | –      | –      |
| 2000/01   | 18     | 74.    | –           | –           | –      | –      |
| 2001/02   | 76     | 41.    | –           | –           | 25     | 43.    |
| 2002/03   | 3      | 99.    | –           | –           | –      | –      |